# Aceitunitas
Aceitunitas, también conocido como Sube y Baja es una ranchería del Municipio de Benito Juárez ubicado en el sur del estado mexicano de Sonora, cercano a la costa del Mar de Cortés. El pueblo es la sexta localidad más habitada del municipio, ya que según los datos del Censo de Población y Vivienda realizado en 2010 por el Instituto Nacional de Estadística y Geografía (INEGI), Aceitunitas (Sube y Baja) tiene un total de 454 habitantes.

## Geografía
Aceitunitas (Sube y Baja) se sitúa en las coordenadas geográficas 27°4′45″ de latitud norte y 109°54'47" de longitud oeste del meridiano de Greenwich, a una elevación de 4 metros sobre el nivel del mar.